# Brianny
Brianny é uma comuna francesa na região administrativa da Borgonha-Franco-Condado, no departamento de Côte-d'Or. Estende-se por uma área de 7,54 km². Em 2010 a comuna tinha 119 habitantes (densidade: 15,8 hab./km²).